# Czasopismo Prawno-Historyczne
Czasopismo Prawno-Historyczne – czasopismo naukowe (półrocznik) wydawane od 1948, poświęcone historii prawa. Jego założycielem był Zygmunt Wojciechowski. Wydawcą jest Instytut Historii Polskiej Akademii Nauk oraz Wydział Prawa i Administracji Uniwersytetu im. Adama Mickiewicza. Tematyka pisma: prawo rzymskie, historia prawa, historia doktryn politycznych i prawnych. W latach 2013–2018 było ujęte w części „B” wykazu czasopism punktowanych Ministerstwa Nauki i Szkolnictwa Wyższego (maks. 8 punktów za publikację).
W latach 1978–2014 redaktorem naczelnym czasopisma był Henryk Olszewski. Od 2014 do 2023 r. funkcję tę pełniła Małgorzata Materniak-Pawłowska. Od 2023 r. redaktorem naczelnym jest Maksymilian Stanulewicz
Rada Naukowa czasopisma ma następujący skład: Krystyna Chojnicka (przewodnicząca), Igor A. Arzumanov, Adriana Ciancio, Jūratė Kiaupienė, Gerald Kohl, Michael G. Müller, Jarosław Nikodem, Natalia Starczenko, Elena V. Timoshina. W skład Komitetu Redakcyjnego wchodzą: Wilhelm Brauneder, Wojciech Góralski, Stanisław Grodziski (przewodniczący), Andrzej Gulczyński, Hubert Izdebski, Danuta Janicka, Artur Korobowicz, Krzysztof Krasowski, Adam Lityński, Dorota Malec, Małgorzata Materniak-Pawłowska, Jacek Matuszewski, Henryk Olszewski, Krzysztof Ożóg, Michał Pietrzak, Marian J. Ptak, Zygfryd Rymaszewski, Katarzyna Sójka-Zielińska, Wacław Uruszczak, Stanisław Waltoś, Wojciech Witkowski, Maria Zabłocka, Andrzej Zakrzewski.
W skład Komitetu Redakcyjnego wchodzili m.in. Andrzej Ajnenkiel, Józef Mélèze-Modrzejewski i Janusz Sondel.